# Dryopolystichum paheostigma
Dryopolystichum paheostigma là một loài thực vật có mạch trong họ Dryopteridaceae. Loài này được (Ces.) Copel. miêu tả khoa học đầu tiên năm 1947.